# Бекерс, Пейдж
Пейдж Мэ́дисон Бе́керс (англ. Paige Madison Bueckers; род. 20 октября 2001, Идайна, Миннесота, США) — американская баскетболистка, играющая на позиции разыгрывающего защитника. Чемпионка NCAA в составе команды «Коннектикут Хаскис», представляющей университет Коннектикута (2025). Была выбрана на драфте ВНБА 2025 года под общим 1-м номером клубом «Даллас Уингз», в составе которого выступает в ВНБА.

## Ранние годы
Родилась 20 октября 2001 года в Идайне, штат Миннесота, выросла в Сент-Луис-Парке. В возрасте пяти лет начала играть баскетбол. В школьные годы увлекалась бейсболом, американским и европейским футболом. В начальной школе подружилась с будущим игроком НБА Джаленом Саггсом. Вплоть до седьмого класса тренировалась под руководством отца. Посещала игры команды «Миннесота Линкс».
В седьмом классе играла за команду десятых классов и юниорскую сборную средней школы Хопкинса. В то же время выступала за «Норт-Тартан» (англ. North Tartan) в Национальной элитной молодёжной лиге. В восьмом классе вошла в состав основной школьной команды. В первом сезоне набирала в среднем 8,9 очка, совершала 3,5 подбора, 2,1 передачи и 1,4 перехвата за игру. По количеству трёхочковых попаданий стала лучшей в команде и второй — по передачам. По итогам сезона 2015/16 команда школы Хопкинса одержала 28 побед и потерпела три поражения, заняв второе место на турнире класса 4A. Благодаря своему успешному выступлению Бекерс была включена в символическую сборную турнира.

## Школьная карьера
25 ноября 2016 года в стартовом матче сезона против школы Оссео (74:34) набрала 28 очков, совершила пять перехватов и отдала четыре результативные передачи. В течение сезона приобрела статус одного из лидеров команды. Набирала в среднем 20,8 очка, совершала 4,5 подбора, 4,5 перехвата и 4,1 передачи за игру. По результатам сезона включена в символическую сборную городской агломерации Миннеаполиса—Сент-Пола по версии Star Tribune. Команда школы Хопкинса заняла второе место на турнире класса 4A, потерпев поражение в финальной встрече от команды школы Элк-Ривер. Как и в предыдущем сезоне, Бекерс вошла в символическую сборную турнира.
В январе 2018 года не играла из-за травмы лодыжки, которая беспокоила её в течение первых двух месяцев нового сезона. По итогам турнира в среднем за матч набирала 22,3 очка, совершала 6,8 передачи и 5,9 подбора. В матче за титул чемпионата команда школы Хопкинса потерпела третье поражение подряд, несмотря на то, что лучшим бомбардиром стала именно Бекерс, набравшая 37 очков. Пейдж была признана игроком года Миннеаполиса—Сент-Пола по версии Star Tribune, став первым десятиклассником, получившим эту награду с момента её учреждения. Кроме того, она удостоилась звания игрока года Миннесоты по версии компании «Gatorade».
1 февраля 2019 года набрала рекордные 43 очка в победном матче против школы Уэйзаты (69:66), преодолев отметку в 2000 очков за карьеру. 16 марта записала на свой счёт 13 очков, семь передач, пять подборов и пять перехватов в финальном матче чемпионата против школы района Стиллуотер, завершившегося победой школы Хопкинс (74:45). По итогам сезона команда не потерпела ни одного поражения. Бекерс набирала в среднем 24,4 очка, совершала 5,1 передачи, 4,9 подбора и 4,6 перехвата за игру, признавалась игроком года Миннеаполиса—Сент-Пола (Star Tribune) и игроком года Миннесоты («Gatorade»). Была одной из трёх финалисток национальной премии «Игрок года» («Gatorade»). В том же году вслед за тренером Тарой Старкс перешла из «Норт-Тартана» в «Миннесота-Метро-Старс» (англ. Minnesota Metro Stars). В августе 2019 года признана игроком года по версии Prep Girls Hoops.

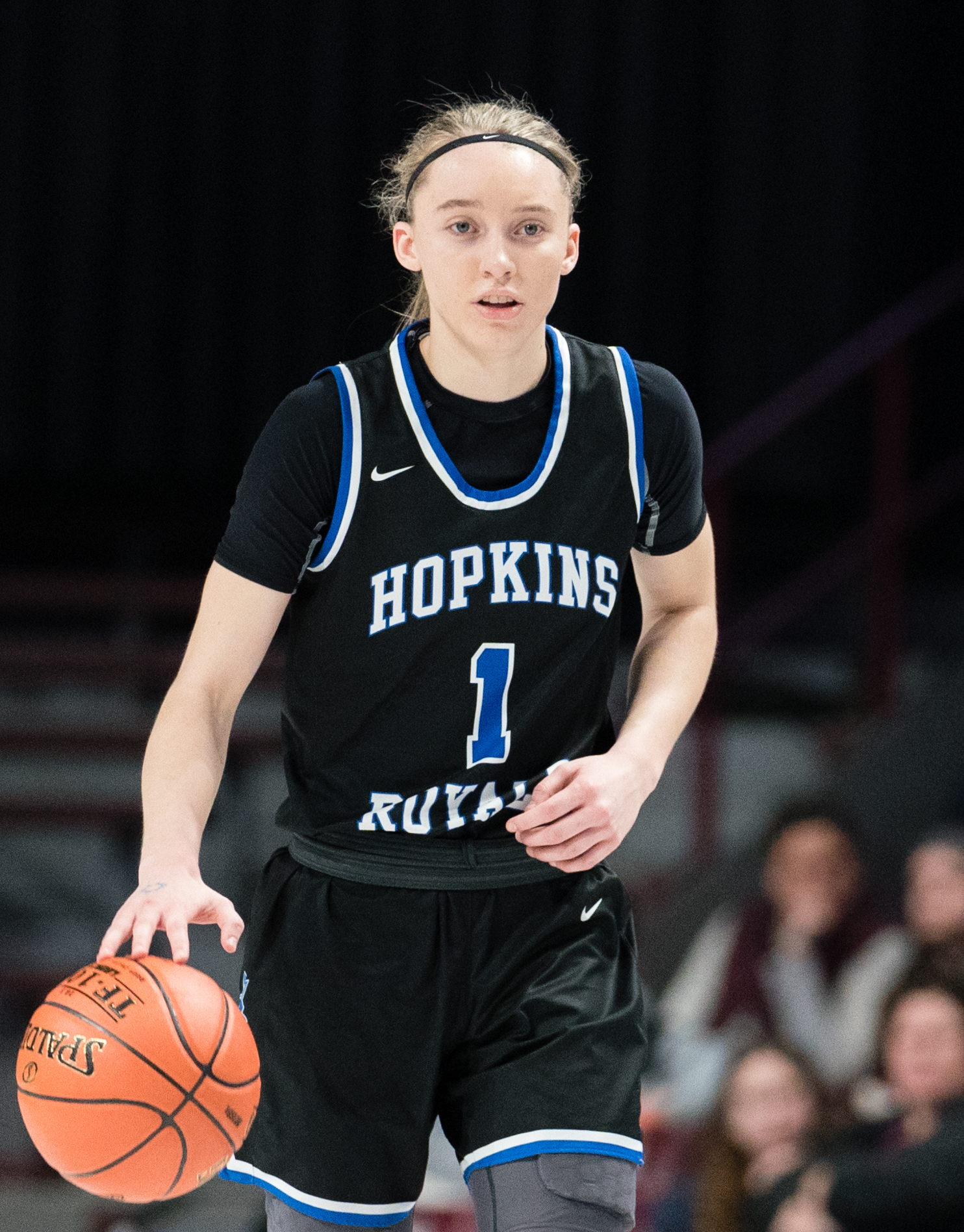
Бекерс в одной из игр плей-офф в 2020 году

29 января 2020 года стала первой девушкой-игроком средней школы, появившейся на обложке баскетбольного журнала Slam. Ближе к концу сезона её стала беспокоить боль в правой ноге, в связи с чем она часто выходила на игру, используя специальные накладки в качестве меры профилактики. 13 марта стало известно об отмене всех игр чемпионата, вызванной распространением пандемии COVID-19. К тому времени Бейкерс была выбрана для участия в матчах всех звёзд McDonald’s All-American и Jordan Brand Classic, но обе эти игры были также отменены из-за пандемии. В сезоне Пейдж набирала в среднем 21,4 очка, совершала 9,4 передачи, 5,4 перехвата и пять подборов за игру. Школа Хопкинса завершила чемпионат без поражений, имея в активе 62 победы кряду. Бекерс была вновь удостоена звания игрока года Миннеаполиса—Сент-Пола (Star Tribune). Была признана спортсменкой года среди старшеклассниц («Gatorade»), игроком года США («Gatorade»), стала обладательницей приза Нейсмита, приза Морган Вутен и баскетбольного титула «Мисс Миннесота». За период школьной карьеры Бекерс набрала 2877 очков, совершила 795 передач и 574 перехвата, став самым результативным игроком за всю историю школы Хопкинса.
Бекерс считается одним из лучших игроков в истории школьного женского баскетбола Миннесоты. Во время последнего сезона обозреватель Star Tribune Чип Скоггинс сравнил её вклад в популяризацию баскетбола с влиянием Линдсей Уэйлен, написав: «Поколение девочек в городской агломерации выросло, превознося Уэйлен как звезду баскетбола. Бекерс оказывает такое же влияние, но уже на следующее поколение».

### Рекрутинг
Согласно рейтингу ESPN, заняла первое место среди выпускников в 2020 году, получив пять звёзд из пяти возможных. 1 апреля 2019 года объявила, что присоединится к команде университета Коннектикута. Среди прочих претендентов на игрока фигурировали университет Нотр-Дам, университет штата Орегон, университет Орегона, Калифорнийский университет, университет Миннесоты, университет Южной Каролины, Мэрилендский университет, Техасский университет и университет Дьюка. 13 ноября подписала письмо о намерениях с командой «Коннектикут Хаскис». Бекерс полагала, что главный тренер Джино Оримма способен максимально раскрыть её таланты, а также рассчитывала, что, с уходом Кристал Дэнджерфилд, будет играть ключевую роль в команде. Бекерс стала 11-м новобранцем с 1998 года, занявшим первое место в рейтинге и подписавшим контракт с «Коннектикут Хаскис».

## Студенческая карьера

### Первый курс
Перед началом дебютного сезона спортивные издания описывали Бекерс как самого раскрученного новичка со времён Брианны Стюарт. В отличие от Стюарт и других звёздных игроков команды, Пейдж стала лидером команды практически с самого начала. Меган Уокер, лучший бомбардир команды предыдущего года, решила принять участие в драфте ЖНБА 2020 года, оставив команду без игроков выпускного курса. По результатам предсезонной подготовки единогласным решением тренеров лиги Бекерс была признана «Новичком года конференции Big East».
Я думаю, что самое впечатляющее в Пейдж — её способность поддерживать темп на протяжении всей игры. У большинства игроков это качество развивается немного позже, но у неё оно имеется уже в столь юном возрасте. Она обладает умением замедлять игру. Я всегда удивляюсь, когда она бросает, а мяч не попадает в кольцо.
12 декабря 2020 года дебютировала за «Коннектикут Хаскис», набрав 17 очков, совершив девять подборов, пять передач и пять перехватов в победном матче против команды Массачусетского университета (79:23). 21 января 2021 года исполнила точный трёхочковый бросок за 25 секунд до конца матча против Теннесси, тем самым обеспечив команде итоговую победу со счётом 67:61. В конце игры вывихнула лодыжку, из-за чего пропустила следующий матч против Джорджтауна. 3 февраля набрала рекордные в сезоне 32 очка и отдала семь результативных передач в победном матче против университета Сент-Джонс (94:62). Данный результат стал лучшим для первокурсницы «Коннектикут Хаскис» со времён Тины Чарльз. Два дня спустя в матче против Маркеттского университета (87:58) набрала 30 очков. В игре против Южной Каролины (63:59), занимавшей первое место рейтинге «Ассошиэйтед Пресс», набрала 31 очко, сделала шесть перехватов и отдала пять результативных передач. Таким образом, Бекерс стала первым игроком в истории студенческого чемпионата, набравшим более 30 очков в трёх матчах подряд. 27 февраля набрала 20 очков, совершила рекордные для чемпионата 14 результативных передач и семь подборов в победной игре против университета Батлера (97:68). По результатам победного для «Коннектикут Хаскис» сезона, была признана баскетболисткой года и новичком года конференции Big East. Тем самым Бейкерс присоединилась к Майе Мур, войдя в число игроков, выигравших обе награды по результатам одного сезона. Кроме того, она также вошла в символические сборные новобранцев и всех игроков конференции. 8 марта в матче за титул Бекерс записала на свой счёт 23 очка, шесть подборов и четыре результативные передачи. Игра завершилась победой «Коннектикут Хаскис» над командой Маркеттского университета со счётом 73:39. Бейкерс была признана самым выдающимся игроком сезона.
21 марта в первом раунде турнира NCAA в матче против команды «Хай Пойнт» (102:59) записала на свой счёт 24 очка, девять подборов, шесть передач и четыре перехвата. Бекерс установила рекорд за клуб по количеству набранных в дебютном матче очков, превысив показатель Кэти Лу Самуэльсон. В матче 1/4 финала против «Бэйлора» (69:67) набрала 28 очков, тем самым помогла «Коннектикут Хаскис» выйти в свой 13-й подряд Финал четырёх (1/2 финала). Тогда же была признана самым выдающимся игроком в регионе Ривер-Уок. В Финале четырёх «Коннектикут Хаскис» потерпела поражение от «Аризоны» (59:69) и завершила сезон с соотношением побед и поражений 28—2. По итогам сезона Бекерс вошла в символическую сборную Финала четырёх. Стала обладательницей ряда личных наград, среди них — игрок года среди студентов по версии «Associated Press», обладательница приза Нейсмита лучшему игроку года среди студентов, баскетболистка года среди студентов по версии USBWA и обладательница приза имени Джона Вудена. Бекерс стала первой первокурсницей выигравшей все приведённые выше награды. Она также вошла во Всеамериканскую команду—2021 по мнению «Associated Press» и Ассоциации баскетбольных журналистов, а также в символическую сборнуюпо версии Ассоциации женских баскетбольных тренеров. Пейдж стала первой первокурсницей, получившей приз имени Нэнси Либерман. Бекерс разделила звания лучшего первокурсника I Дивизиона NCAA с Кейтлин Кларк — первокурсник года по версии USBWA и первокурсник года по версии WBCA. В сезоне 2021 года набирала в среднем 20 очков, совершала 5,8 передачи, 4,9 подбора и 2,3 перехвата за игру, реализуя при этом 46,4 процента бросков с трёхочковой дистанции. Бекерс записала на свой счёт 168 результативных передач, что является лучшим показателем для первокурсника в истории, несмотря на сокращение сезона из-за пандемии COVID-19. В июле 2021 года она стала обладательницей Премии ежегодных высоких достижений в спорте как лучшая спортсменка студенческого спорта. Аналитики считают Бекерс одной из лучших баскетболисток-первокурсниц в истории «Коннектикут Хаскис» и NCAA.
По окончании первого курса Бекерс была включена в список декана, для чего требовался средний балл не менее 3,72, параллельно принимая участие в борьбе за социальную справедливость.

### Второй курс

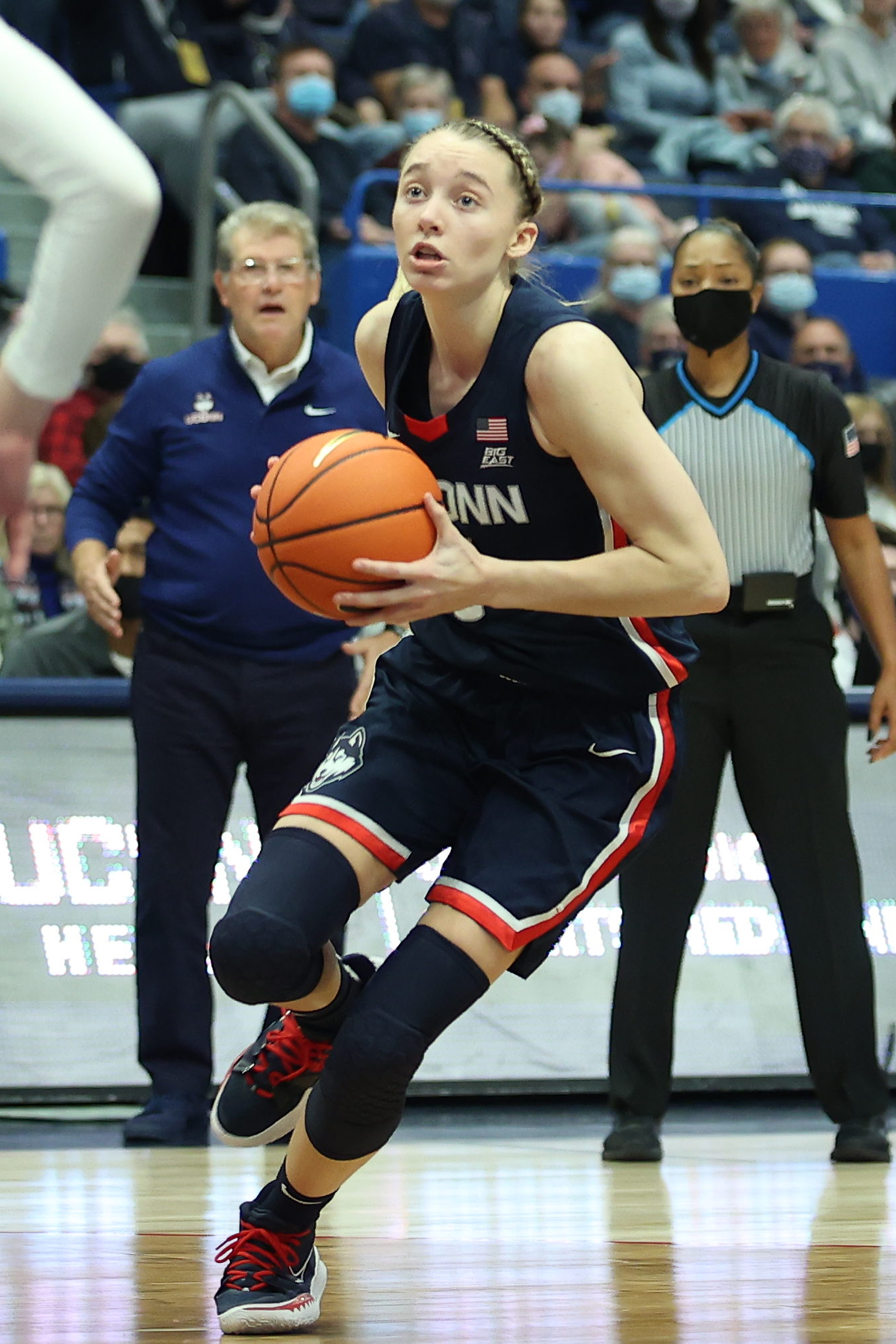
Бекерс в дебютном матче второго курса против Арканзаса (2021)

Своими кумирами называет игроков НБА Леброна Джеймса и Кайри Ирвинга, а также баскетболисток ЖНБА Дайану Таурази и Сью Бёрд.

## Профессиональная карьера
В драфте ВНБА 2025 года выбрана под общим первым номером клубом «Даллас Уингз». Была признана лучшим новичком июня 2025 года. Заняв на своей позиции разыгрывающего пятое место по итогам голосования СМИ, четвертое по итогам голосования игроков и второе по итогам голосования фанатов, приняла участие в матче всех звёзд ЖНБА 2025 года, выйдя в стартовой пятерке команды Коллиер.